# Hobøl
Hobøl és un antic municipi del comtat d'Østfold, Noruega. Té 5.382 habitants (2016) i té una superfície de 140 km². El centre administratiu del municipi és el poble d'Elvestad. Hobøl està situat aproximadament a 40 km al sud-est d'Oslo. La parròquia de Haabøl va ser establerta com a municipi l'1 de gener de 1838.
El poble més gran de Hobøl és Tomter; la seva estació de tren forma part de la Østre linje. Altres pobles del municipi són Knapstad, Ringvoll, i la part mitjana del municipi que s'anomena Hobøl.
Hobøl va ser suggerit com a lloc per emplaçar un nou aeroport, en substitució de Fornebu, i el 1972 el Parlament noruec votà per construir-lo allà. La crisi del petroli de 1973 ajornà aquell pla, i el nou aeroport, finalment, va ser construït a Gardermoen, al nord d'Oslo.

## Informació general

### Nom
El municipi (originalment la parròquia) va rebre el nom de la vella granja Hobøl (Nòrdic antic: Hóboeli), des que la primera església va ser construïda aquí. El primer element és hór o hár que significa "alt". L'últim element és bœli que significa "granja". Així doncs, el nom significa "la granja que està en una terra alta". Abans de 1889 el nom era escrit "Haabøl".

### Escut d'armes
L'escut d'armes és des de temps moderns. Va ser concedit el 30 d'agost de 1985; mostra el municipi com vist des de dalt. El municipi està format principalment per una gran vall, tallada pel meandre del riu Hobølelva.

## Ciutats agermanades
Hobøl manté una relació d'agermanament amb les següents localitats:.
- - Rõngu, Comtat de Tartu, Estònia